# Новоромановська сільська рада
Новорома́новська сільська рада (рос. Новоромановский сельский совет) — сільське поселення у складі Калманського району Алтайського краю Росії.
Адміністративний центр — село Новороманово.

## Населення
Населення — 3328 осіб (2019; 3761 в 2010, 3455 у 2002).

## Склад
До складу сільської ради входять:
| Населений пункт       | Населення, осіб (2002) | Населення, осіб (2010) |
| --------------------- | ---------------------- | ---------------------- |
| Александровка, селище | 201                    | 161                    |
| Новороманово, село    | 2779                   | 3252                   |
| Панфілово, село       | 475                    | 348                    |